# Сливата
Слѝвата е село в Северозападна България. То се намира в община Лом, област Монтана.

## География
Село Сливата се намира в тъй нареченото Крайдунавско землище, на 20 км. от центъра на общината – гр. Лом, и на 122 км. от столицата – гр. София. Има площ от 18 кв. км.
Районът на селото се характеризира с плодородна, песъчлива почва, примесена на места и с глина. На нея растат всякакви растения, а най-вече едри, хубави любеници и дини и лозя.
В село Сливата към 31.12.2019 г. живеят 155 души (НСИ).

## История
Димитър Маринов посещава селото през 1879 г. и отбелязва, че в него има 50 къщи. Според него, някога на това място имало старинно селище, но поради размирици и бедствия, селяните са бягали по различни краища. Последното ново заселване, както живо гласи преданието, станало през 1844 г. Ала, когато се върнали, както селището, така и земята била присвоена от Мечан ага от Арчар. Сливанчани станали негови чифлигарци и работили земята на изполица.
През 1860 г. цялото село се изселило в Русия и на тяхно място били заселени татари от Крим. Заблудени както много други да напуснат бащината земя, върнали се огорчени на другата година, за да открият чужди хора в домовете си. Разпръснали се по околните села и работили земите на Мечан ага с изполица. Старите хора разказвали, че през 1844 г. в селото валял „чърния сняг“, който покрил земята много тънко, а когато започнал да се топи, смърдял на кръв. Възползвали се от „Закона за чифлишките земи“, сливанчани откупуват земите си от вдовицата на Мечан ага и повторно стават нейни стопани.
След Освобождението мюсюлманите са изселени и на тяхно място идват торлаци от планинските села, поради което през следващите десетилетия то има особен етнографски характер спрямо околните селища. Към 30-те години на XX век жителите на селото до голяма степен запазват своя белоградчишки говор.

## Културни и природни забележителности
В близост до селото се намира Добридолският манастир, известен с вековните си дървета.

## Редовни събития
Официалният празник на село Сливата е на Св. Дух (подвижен празник).